# Andrei Krõlov
Andrei Krõlov (Tallinn, 1973. április 19. –) észt labdarúgó, bajnoki gólkirály (2002).

## Sikerei, díjai
- Észt bajnokság
  - bajnok: 1999, 2000
  - gólkirály: 2002
- Észt kupa
  - győztes: 1996, 1997, 1999, 2000, 2003
- Észt szuperkupa
  - győztes: 1997, 1999, 2000